# Табвемасана
Табвемаса́на (англ. Tabwemasana) — гора на острове Эспириту-Санто. Имея высоту 1879 метров над уровнем моря, является высшей точкой острова и, одновременно, всей территории государства Вануату, а также одной из наиболее высоких горных вершин Океании.
Расположена в западной части Эспириту-Санто, вершина находится примерно в 10 км от побережья Кораллового моря. Является высшей точкой одноименного горного хребта, протянувшегося вдоль западного побережья острова. Геологическая структура сформировалась в основном в миоцене.
Гора имеет две вершины, разделенные лощиной. По местным поверьям, вершины имеют мужское и женское начала и сливаются между собой в ночное время.
На северных и восточных склонах или в непосредственной близости от них берут начало наиболее крупные реки острова (в том числе его главная водная артерия — река Джордан (англ. Jordan River), впадающие в основном в залив Биг Бэй на севере острова (англ. Big Bay, известен также как залив Сент-Филипс энд Сент-Джеймс).
Склоны горы необитаемы: до конца 1970-х годов здесь располагалась деревня Керепуа (англ. Kerepua), которая позднее была перенесена на побережье.
Гора, отличающаяся природными красотами, является одной из главных туристичесеких достопримечательностей Эспириту-Санто. Осуществляются организованные восхождения в сопровождении местных проводников. Среднее время восхождения на вершину из базового лагеря у подножья — 5-6 часов.